# Roger Brien
Pour les articles homonymes, voir Brien.
Roger Brien est un écrivain québécois né à Montréal le 21 novembre 1910 et décédé à Québec, le 18 mai 1999.
Sa sépulture est située dans le Cimetière Notre-Dame-des-Neiges, à Montréal.

## Archives
Le fonds d'archives de Roger Brien est conservé au centre d'archives de Montréal de Bibliothèque et Archives nationales du Québec.

## Honneurs
- 1944 - Membre fondateur de l'Académie des lettres du Québec
- 1960 - Prix de la langue-française de l'Académie française